# Ϸ
Ϸ（Sho，小写ϸ）是一個用來記錄巴克特里亞語的特殊希腊字母，用來表示 /ʃ/ 這個音。它的外型與古英语拉丁字母和冰岛语字母的Þ很相像，但二者并无同源关系。
當時巴克特里亞君主迦膩色伽一世（Κανηϸκι）的名字用到了這個字母。曾有学者认为ϸ源自ρ，但證據不足。
巴克特里亞人即中國所稱的大夏國人，他們主要在阿姆河以南、興都庫什山以北地區生活。在古波斯帝國、馬其頓亞歷山大大帝的帝國及塞琉古帝國時代，大夏都是其所屬行省。（公元前255年－前130年）亡於大月氏之手。

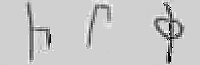
迦膩色伽一世時的銘刻文字比較。從左到右：ϸ, ρ 及 φ。

Ϸ从来都不是希腊字母主体的一部分。

## Unicode
- Ϸ已於2003年被收入Unicode的4.0版本中。

## 外部連結
- Sho （页面存档备份，存于）（英文）